# ゴシック4550
ゴシック4550（ゴシックよんごごまる）は鎌田経世によってデザインされたゴシック体。鉄道駅の案内表示などで多く利用されている。この項目ではゴシック4550をベースにしたデジタルフォント「fontface4550 Gothic」についても記述する。

## 開発の経緯・特徴
1972年に営団地下鉄（現・東京メトロ）の大手町駅におけるサイン計画のために設計され、その後1990年代頃まで各地の駅や郵便局といった公共施設におけるサイン表示用の書体として広く利用されるようになった。同書体のレタリング本は1980年の初版以来、幾度にわたって重版が刊行された。
近年はDTPの普及もあり、新規設置されるサイン表示での採用はほぼ見られず、営団地下鉄でのゴシック4550が採用された古いサインも駅の更新工事や路線図の改定などに伴って徐々に姿を消しつつある。
書体名の「4550」は、字形の縦横比率が45:50 (=9:10)の平体になっていることに由来する。公式には横書きにおいて個々の文字が視覚的に安定して見えるようにこの比率を採用したとされているが、実際にはデザインコンペに応募する際に文字の高さを誤って設計していた事に気づき、規定に適合するように急遽修正したため横長の比率になったともいわれる。
ウェイトのバリエーションとして「ゴシック4550-B（ボールド）」「ゴシック4550-EB（エクストラボールド）」が存在する。また、欧文書体の「NEO MEDIUM '80」と組み合わせて利用されることもある。NEO MEDIUM '80は、HelveticaとUnivers 65の中間を目標として鎌田がデザインしたものである。

## 代表的な使用例
駅名標や案内表示を中心に全国の公共施設で利用されているが、近年はコンピュータ上での組版が容易な新ゴなどへの置き換えが進んでいる。
- 帝都高速度交通営団（後身の東京地下鉄は、民営化直後を除き新ゴを使用）
- 札幌市営地下鉄
- 仙台市地下鉄[5]
- 京都市交通局
- 小田急電鉄
- 南海電気鉄道
- 福岡市地下鉄（空港線・箱崎線のみ）
- 大阪市営地下鉄（かつて本町駅のみで使用、2015年にヒラギノを使用したサイン表示に変更されたため現存しない）

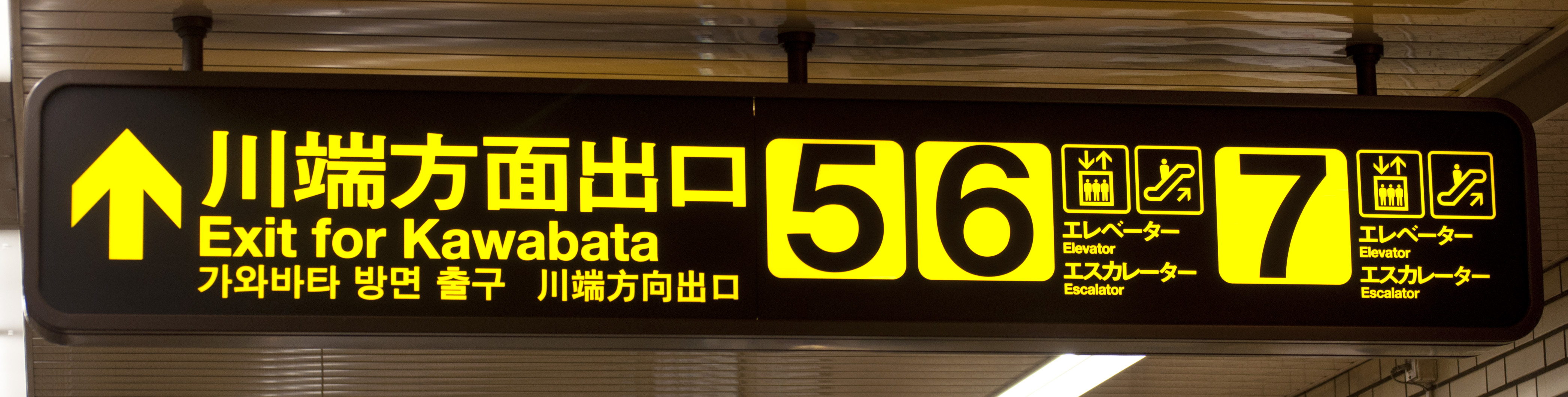
福岡市交通局中洲川端駅でのサイン
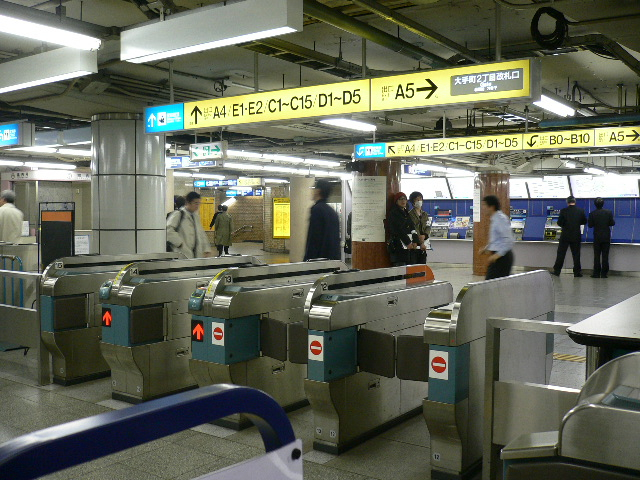
大手町駅でのサイン表示（2005年撮影）
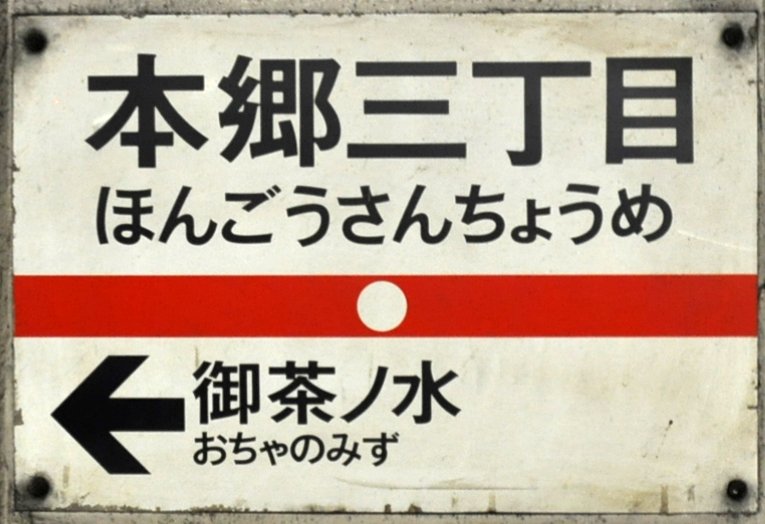
東京メトロ丸ノ内線本郷三丁目駅
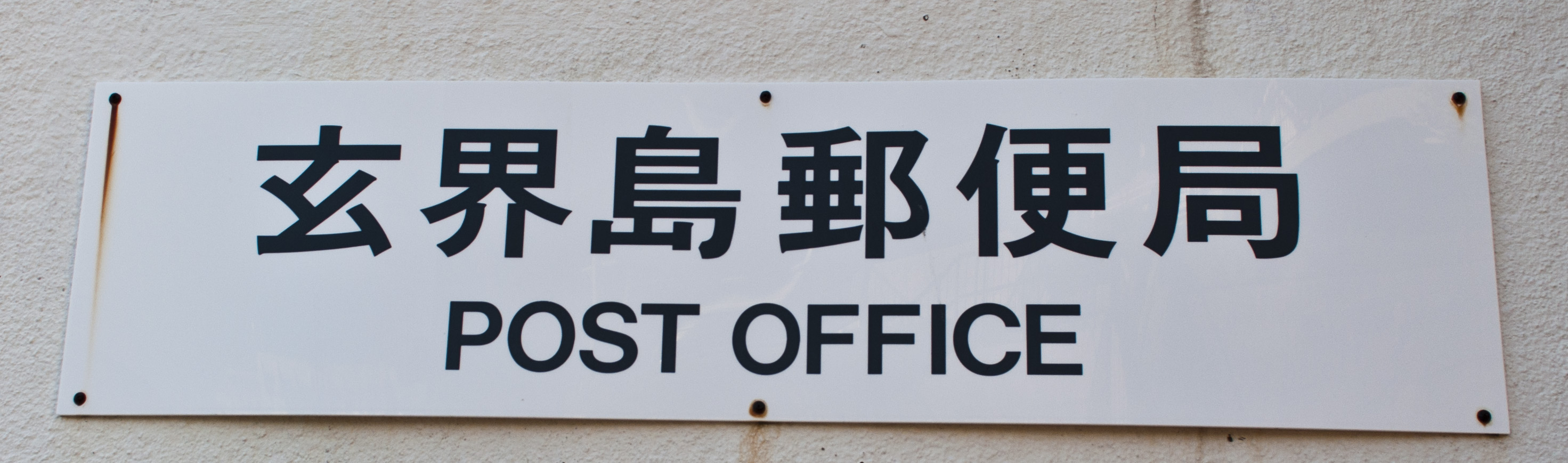
民営化前に設置された郵便局（玄界島郵便局）

## fontface4550 Gothic
ゴシック4550をベースにしてロジクス・リサーチ・インスティテュートが1989年に開発したデジタルフォントがfontface4550 Gothicである。fontface4550 Gothicはゴシック4550と比較して、直線が強調され、文字端部のセリフが省略されたサンセリフ体になっているなどの差異がある。
等幅フォントの「(fontface)4550 Gothic G9」、プロポーショナルフォントの「(fontface)4550 Gothic G9P」が販売されていたが、同社が2002年9月30日を以て販売を打ち切ったことに加え、現在は同社のWebページ自体が閉鎖されたため購入できなくなっている。
また、fontface4550 Gothicは1994年に発売されたMicrosoft Office 4.3 for Windows 3.1にもFontFace 4550-GM (ff4550-GM)として同梱されていた。こちらも古いソフトウェアであり、中古市場でも流通量が極めて少ないため入手が困難となっている。